# ولگتودده
ولگتودده (به هلندی: Vlagtwedder-Veldhuis) یک منطقهٔ مسکونی در هلند است که در وسترولد واقع شده‌است. ولگتودده ۱۲۰ نفر جمعیت دارد.